# Universidad de Ciencias Aplicadas y Artes de Gante
La Universidad de Ciencias Aplicadas y Artes de Gante (en neerlandés: Hogeschool Gent y en inglés: University College Ghent), conocida como HoGent, es el colegio universitario más grande de Flandes, con tres facultades, una Escuela de Artes y 13.000 estudiantes. Las facultades actuales están repartidas por el centro de Gante y Aalst.

## Organización
La Universidad de Ciencias Aplicadas y Artes de Gante es uno de los 17 colegio universitarios de Flandes. Su establecimiento en 1995 es el resultado de la fusión de dieciséis instituciones belgas de educación superior de primer orden. En 2001, se llevó a cabo una segunda fusión para formar la Universidad de Artes y Ciencias Aplicadas de Ghent tal como la conocemos hoy. En 2003, la Universidad de Ciencias Aplicadas y Artes de Gante pasó a formar parte de la Asociación Universitaria de Gante, un organismo cooperativo de universidades y colegios universitarios.
Los órganos de gobierno de la Universidad de Ciencias Aplicadas y Artes de Ghent son la Junta de Gobernadores, el Presidente, la Junta Ejecutiva, el Director, los Decanos y los Consejos de Facultad.

### Facultades
Cada una de las facultades está dirigida por un decano, responsable de la gestión diaria de su facultad.
- Educación, Salud y Trabajo Social
- Tecnología científica
- Gestión empresarial y de la información
- Escuela de artes

### Campus
El Campus de la Universidad está ubicado en toda la ciudad de Gante, así como en las ciudades vecinas de Aalst y Melle.

### Instalaciones y servicios para estudiantes
Las instalaciones para estudiantes, dirigidas por la Oficina de Servicios Estudiantiles y Vida Estudiantil, incluyen bibliotecas, salas de conciertos, centros de aprendizaje, centros de investigación y estudio y un centro deportivo de 3000 m². Además, se ofrece otro tipo de servicios como, alojamiento y restauración, hasta ofertas de trabajo para estudiantes, eventos culturales y asistencia médica. 

## Programas de estudio
Existen programas de licenciatura y maestría en los siguientes campos de estudio:
- Ingeniería y tecnología aplicada
- Lingüística aplicada
- Arquitectura
- Artes visuales y audiovisuales
- Biotecnología
- Administración de Negocios
- Educación
- Cuidado de la salud
- Música y artes escénicas
- Trabajo social y comunitario

Algunos de los programas de estudio se imparten exclusivamente en inglés. Estos programas están organizados específicamente para estudiantes extranjeros de intercambio, pero también están abiertos a estudiantes belgas.
- Maestría en Artes Audiovisuales
- Maestría de Bellas Artes
- Maestría de música
- Audiología
- Aplicado
- Tecnologías de la información
- Negocios, Retail e Idiomas
- Enfermería
- Nutrición y Dietética
- Terapia ocupacional
- Trabajo Social Educativo de Cuidados
- Trabajo Social
- Patología del Habla y Lenguaje

## Investigación y prestación de servicios
Además de centrarse en la educación, la Universidad de Artes y Ciencias Aplicadas de Gante destaca la importancia de la investigación. El entorno de aprendizaje multisectorial tiene una fuerte tradición investigadora y cuenta con una serie de grupos de investigación con cerca de 414 investigadores y más de 110 proyectos.

### Financiamiento
En 2008, los fondos de investigación de la Universidad ascendieron a 13 millones de euros, un aumento de 2 millones de euros con respecto al año anterior.

## Internacional
Cada facultad de la Universidad de Ciencias Aplicadas y Artes de Ghent tiene acuerdos de cooperación con varias instituciones asociadas, que ascienden a 250 acuerdos bilaterales con instituciones de 26 países europeos.

## Artes

### Facultades de arte

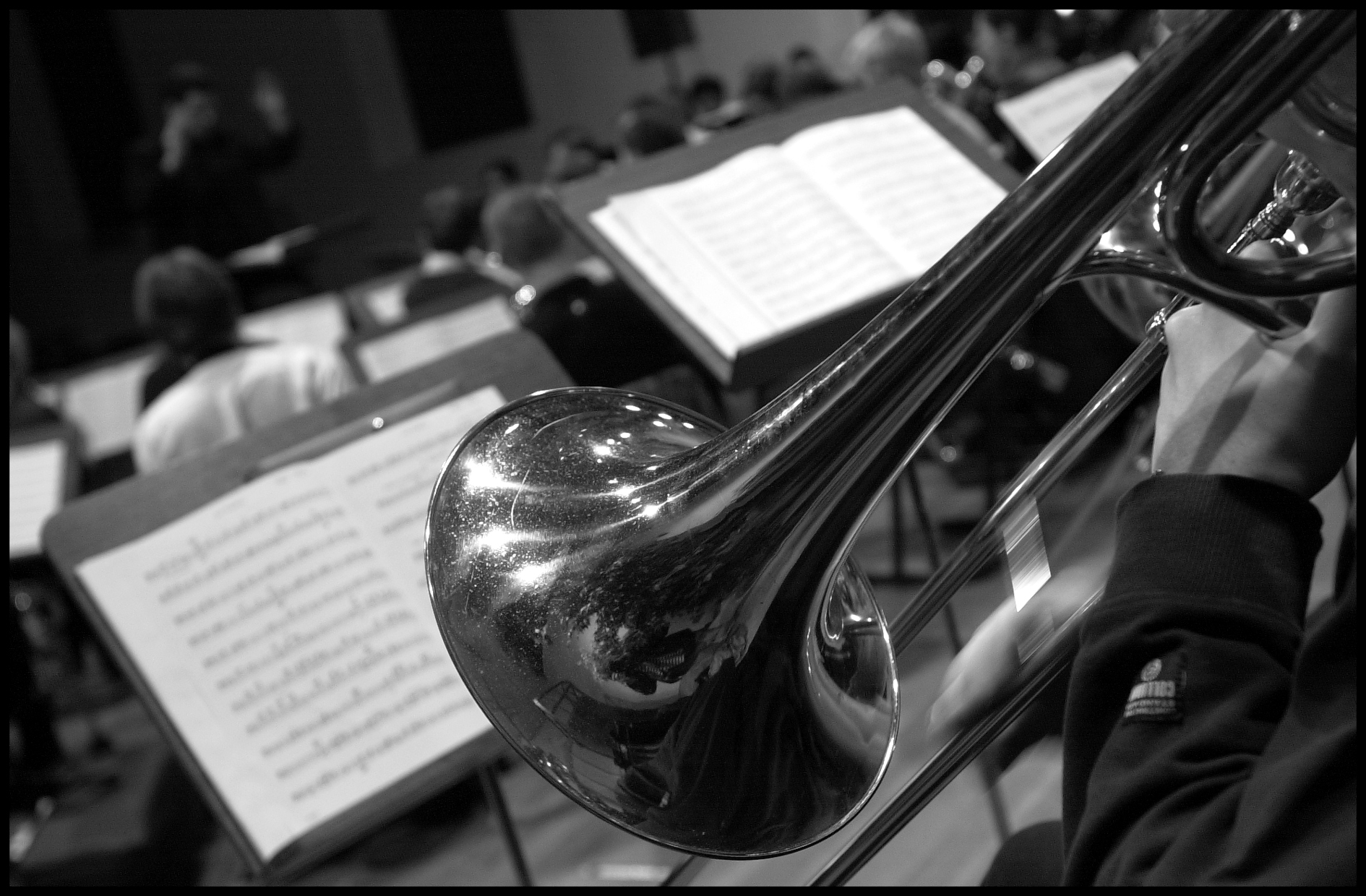

La Escuela de Artes de la Universidad abarca la antigua Real Academia de Bellas Artes (Gante), fundada en 1741 y fusionada con la universidad en 1995, y el Real Conservatorio. Organizan conciertos y exposiciones durante todo el año académico.

### Real Conservatorio
El Conservatorio Real ("Conservatorio Koninklijk") fue una de las dieciséis instituciones culturales fusionadas con la Universidad en 1995, con una historia y un patrimonio por derecho propio. El director fundador fue Martin-Joseph Mengal, en 1835. Han sido estudiantes y profesores notables del conservatorio incluyen a François-Auguste Gevaert, alumno de  Mengal en 1841, Paul-Henri-Joseph Lebrun, alumno de la Universidad y profesor, y Edouard Potjes,  profesor de piano durante 22 años.

### Biblioteca de arte
En la Facultad de Música y Drama, la biblioteca de arte será trasladada y ampliada en el transcurso de 2009-2010.[cita requerida] Este es un paso muy importante en la creación de un entorno de trabajo estimulante tanto para artistas como para estudiantes de arte. Además, en 2010, la Universidad de Ciencias Aplicadas y Artes de Ghent tendrá una infraestructura de exhibición nueva y profesional para producciones artísticas.

### A Prior
A Prior es una revista internacional de arte contemporáneo, editada por la Facultad de Bellas Artes. Es uno de los medios a través del cual se comunican las actividades e investigaciones de la Facultad de Bellas Artes.